# Monge (cratère)
Monge est un cratère lunaire situé sur la face visible de la Lune entre la Mare Fecunditatis à l'Est et la Mare Nectaris à l'Ouest. Le cratère Monge est situé au sud-ouest du cratère Cook, au sud du cratère Colombo et au nord-ouest du cratère Biot. Le contour du cratère Monge est de forme irrégulière. 
En 1935, l'Union astronomique internationale a donné le nom de Colombo à ce cratère en l'honneur du mathématicien français Gaspard Monge.